# 民權西路站
25°03′44″N 121°31′11″E / 25.062179°N 121.519687°E
民權西路站位於台北市中山區、大同區交界處，當地地名「柴寮仔」，為台北捷運淡水信義線（淡水線）與中和新蘆線（新莊線）交會的捷運車站，本站與圓山站之間為淡水線地下段至高架段之過渡帶。

## 車站概要
車站位於民權西路與捷運線形公園交叉口，接近承德路、中山北路，淡水信義線車站位於線形公園下方，中和新蘆線車站位於民權西路下方，站名取自所在街道名稱，本站與圓山站間為淡水線地下段至高架段之過渡帶。車站編號方面，淡水信義線為R13，中和新蘆線為O11。興建時曾暫名「民權」。

## 車站構造
地下垂直交會車站，共計10處出入口，為台北捷運出入口最多的車站。:353此外，出入口第二多的車站為古亭站，共計9個。本站由於座落於捷運線型公園且位在淡水線地下至高架過渡段，本站為少數大廳位於地面層的地下車站，偌大的地面站體屋頂見不到柱子支撐，而由大量桁架結構支撐為其特色，類似的設計亦可於北投站見到。本站之淡水信義線月台設有半高式月台門，中和新蘆線月台設有全高式月台門。

### 車站樓層
| 地面                                              | 淡水信義線 大廳層                          | 出入口1－4、詢問處、自動售票機、驗票閘門 洗手間（站體北側付費區內）                                       |
| 地下 一樓                                         |                                            | |
| 地下道                                            |                                            | |
| 地下道（站外，出口1旁，通往撫順街、民權西路北側） |                                            | |
| 一月台                                            | ← 淡水信義線往淡水／北投方向（R14 圓山站） | |
| 島式月台，左側開門                                |                                            | |
| 二月台                                            | 淡水信義線往象山／大安方向（R12 雙連站）→  | |
| 地下 二樓                                         | 中和新蘆線 大廳層                          | 電扶梯往地面淡水線大廳、出入口5－10 詢問處、自動售票機、驗票閘門 洗手間（站體西側付費區外、東側付費區內） |
| 地下 三樓                                         | 三月台                                     | ← 中和新蘆線往迴龍／蘆洲方向（O12 大橋頭站）                                                              |
| 地下 三樓                                         | 島式月台，左側開門                         | |
| 地下 三樓                                         | 四月台                                     | 中和新蘆線往南勢角方向（O10 中山國小站）→                                                                 |

### 車站出口
本站共計十處出入口，其中出口1至4為新蘆線通車前之原淡水線站體出口，站體與大廳設於地面層，並於於偌大地面站體之北、西、南、東側各設置一出口（分別為出口1至4），無障礙坡道設於出口1。除該站十處出入口外，亦有兩處地下道出口可通往出口1。
| 出入口                           | 圖片 | 位置                                 |
| -------------------------------- | ---- | ------------------------------------ |
| · （設有無障礙坡道）             |      | 民權西路（主站體北側）               |
| 出入口2                          |      | 錦西街（主站體西側）                 |
| 出入口3                          |      | 南廣場（主站體南側）                 |
| 出入口4                          |      | 天祥路（主站體東側）                 |
| 出入口5                          |      | 承德路三段                           |
| 出入口6                          |      | 成淵高中                             |
| 出入口7 · 設有手扶梯             |      | 中山北路二段（單向電扶梯，出站專用） |
| 出入口8                          |      | 中山北路二段                         |
| 出入口9                          |      | 中山北路三段                         |
| 出入口10 · 設有電梯 · 設有手扶梯 | 前景 | 中山北路三段（單向電扶梯，出站專用） |
| 出入口10 · 設有電梯 · 設有手扶梯 | 後景 | 中山北路三段（單向電扶梯，出站專用） |
| 註： 設有電梯 \| 設有手扶梯      |      |                                      |

## 歷史
- 1997年3月28日：淡水線（地下1樓）民權西路站隨著淡水線「淡水← →中山」段正式通車而啟用[3]（p. 327）。
- 2003年：配合台北市政府改採漢語拼音為主要譯名標準的新政策，站名的官方英譯由原本威妥瑪拼音的Minchuan West Road Station改為Minquan West Road Station。[4]
- 2010年11月3日：新莊線（地下3樓）民權西路站隨著新莊線「大橋頭← →忠孝新生」與蘆洲線「蘆洲← →大橋頭」段正式通車而啟用[3]（p. 331）。
- 2012年1月5日：新莊線「輔大← →大橋頭」正式通車，新增「輔大← →忠孝新生」營運模式[3]（p. 332）。
- 2012年9月30日，新莊線「忠孝新生← →古亭」正式通車，「北投－南勢角」營運模式正式走入歷史，改成「輔大← →南勢角」、「蘆洲← →南勢角」營運模式[3]（p. 332）。
- 2012年12月8日：淡水線一輛往新店的列車因沒對準月台護欄而無法開門載客，造成延誤。
- 2013年8月26日：淡水線增設半高式月台門正式啟用。[5]
- 2013年11月24日：信義線正式通車，新增「北投← →象山」營運模式。
- 2014年11月15日，捷運松山線通車，「淡水← →新店」營運模式正式走入歷史，運行於本站淡水信義線的「北投← →象山」營運模式保留但改在尖峰時段開行，並新增「淡水← →象山」與「北投← →大安」（離峰時段）兩種營運模式。
- 2015年8月8日：「淡水← →圓山」段由於蘇迪勒颱風過境停駛，故自象山站發出列車僅行駛至本站，直到晚上6點恢復全線正常營運。
- 2024年4月25日：16點51分淡水信義線往象山方向月台發生旅客翻越半高式月台門被行駛中列車捲入事件，造成捷運班距受影響，事發後民權西路站至劍潭站採單線雙向運轉，雙連站至士林站已啟動公車接駁，17點29分恢復全線正常營運。[6]

## 利用狀況
根據2024年12月資料，本站每日旅運量約為48,803人次，在台北捷運各站中排行第36名。
| 年   | 年間       | 年間       | 年間       | 日平均 | 日平均 |
| 年   | 上車       | 下車       | 上下車計   | 上車   | 上下車 |
| ---- | ---------- | ---------- | ---------- | ------ | ------ |
| 1997 | 775,734    | 798,966    | 1,574,700  | 2,780  | 5,644  |
| 1998 | 1,909,992  | 2,069,524  | 3,979,516  | 5,233  | 10,903 |
| 1999 | 3,960,104  | 4,204,156  | 8,164,260  | 10,850 | 22,368 |
| 2000 | 6,794,967  | 7,051,245  | 13,846,212 | 18,565 | 37,831 |
| 2001 | 7,730,419  | 7,929,631  | 15,660,050 | 不計算 | 不計算 |
| 2002 | 8,766,131  | 8,838,286  | 17,604,417 | 24,017 | 48,231 |
| 2003 | 8,252,169  | 8,447,651  | 16,699,820 | 22,609 | 45,753 |
| 2004 | 8,916,244  | 8,897,476  | 17,813,720 | 24,361 | 48,671 |
| 2005 | 9,160,041  | 9,139,046  | 18,299,087 | 25,096 | 50,134 |
| 2006 | 9,315,443  | 9,331,859  | 18,647,302 | 25,522 | 51,088 |
| 2007 | 9,654,440  | 9,666,622  | 19,321,062 | 26,451 | 52,934 |
| 2008 | 10,613,165 | 10,614,711 | 21,227,876 | 28,998 | 58,000 |
| 2009 | 10,559,796 | 10,563,702 | 21,123,498 | 28,931 | 57,873 |
| 2010 | 10,802,071 | 10,834,236 | 21,636,307 | 29,595 | 59,278 |
| 2011 | 9,960,547  | 9,630,938  | 19,591,485 | 27,289 | 53,675 |
| 2012 | 9,284,927  | 8,829,032  | 18,113,959 | 25,369 | 49,492 |
| 2013 | 8,995,662  | 8,483,345  | 17,479,007 | 24,646 | 47,888 |
| 2014 | 8,964,011  | 8,471,781  | 17,435,792 | 24,559 | 47,769 |
| 2015 | 8,572,659  | 8,093,597  | 16,666,256 | 23,487 | 45,661 |
| 2016 | 8,600,924  | 8,096,955  | 16,697,879 | 23,500 | 45,623 |
| 2017 | 8,469,727  | 8,036,087  | 16,505,814 | 23,205 | 45,221 |
| 2018 | 8,499,234  | 8,135,791  | 16,635,025 | 23,286 | 45,575 |

## 相片集

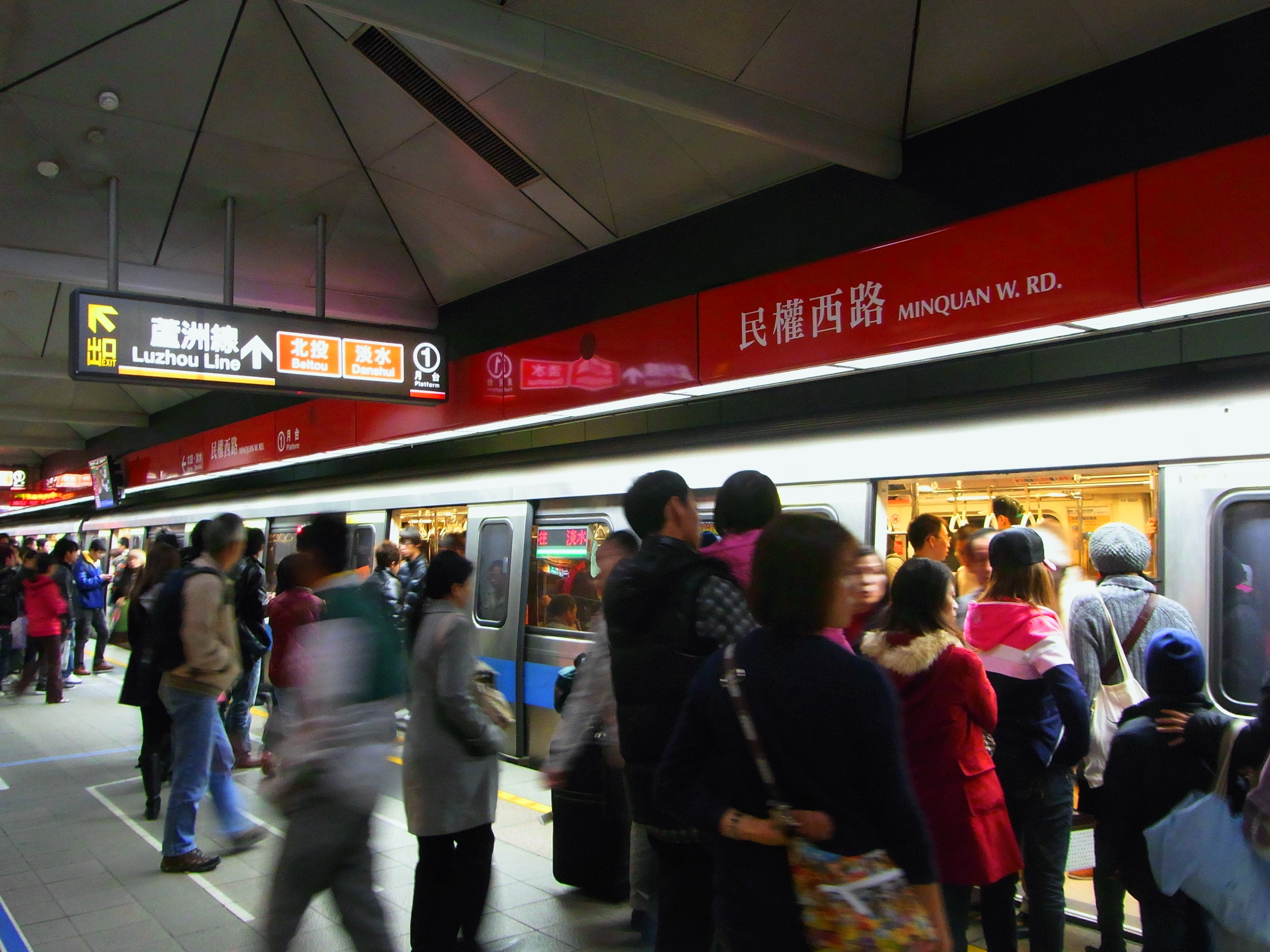
一月台（淡水／北投方向）（新莊線通車前）
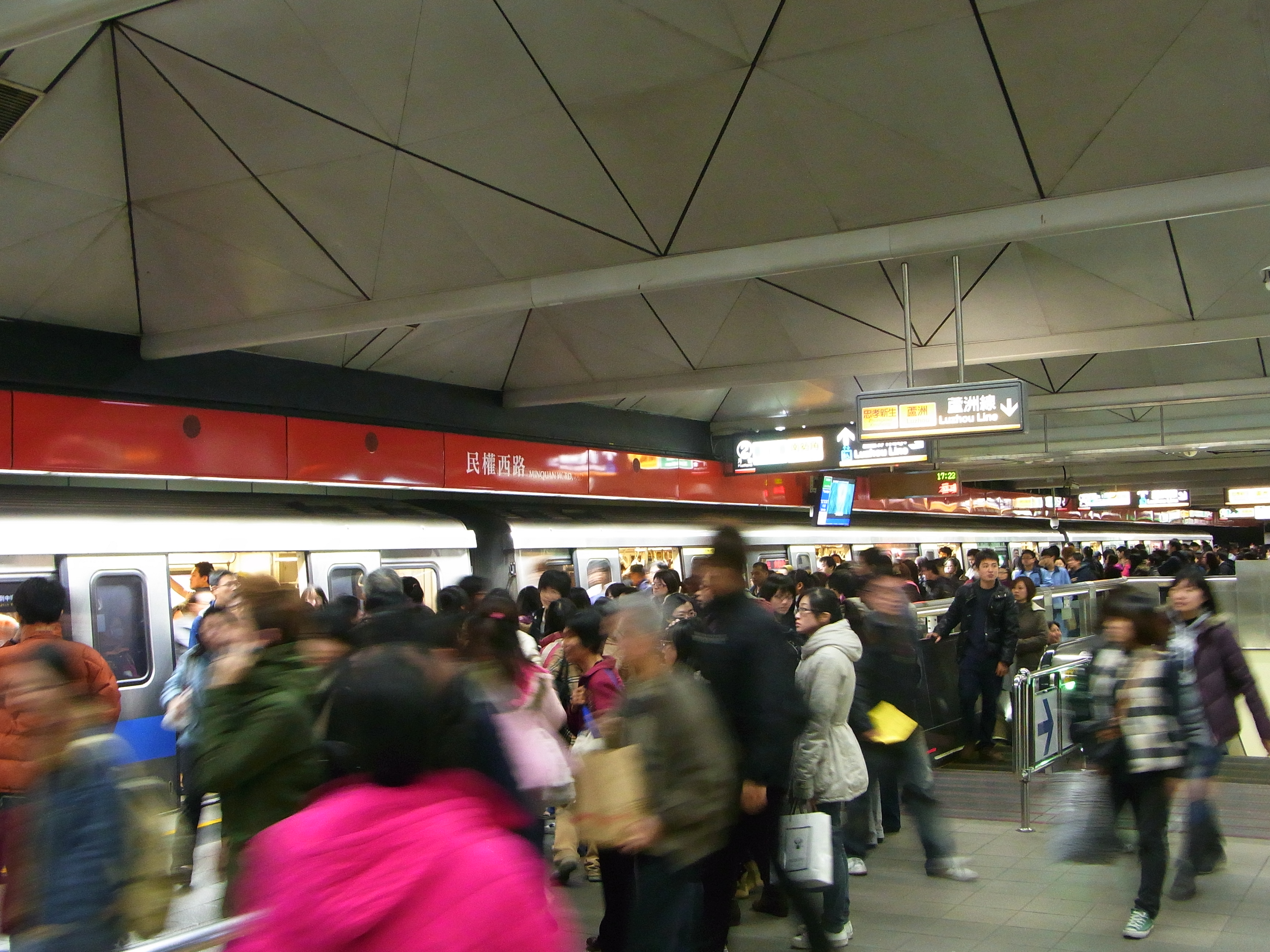
二月台（象山／大安方向）（新莊線通車前）
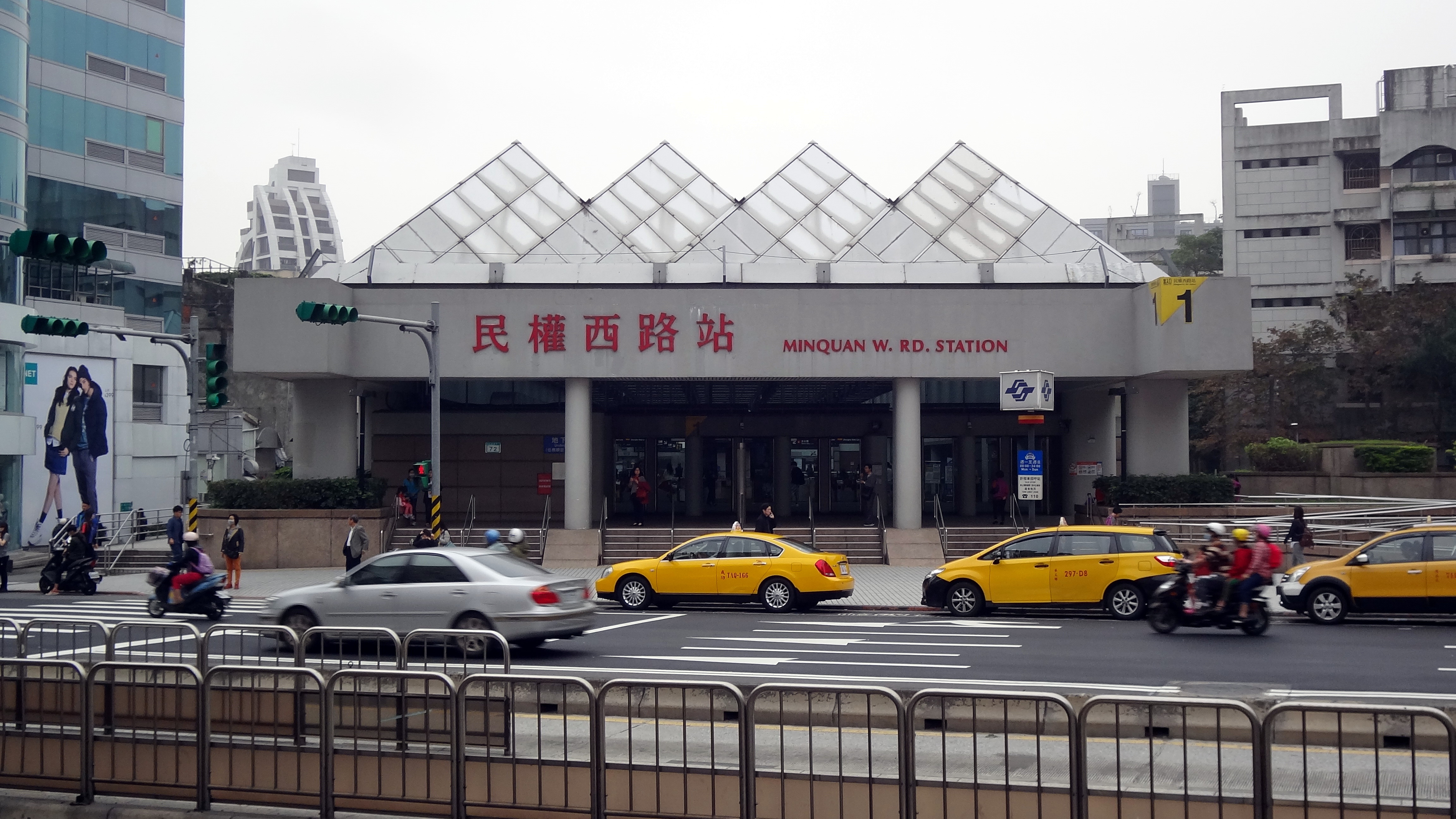
民權西路車站站體
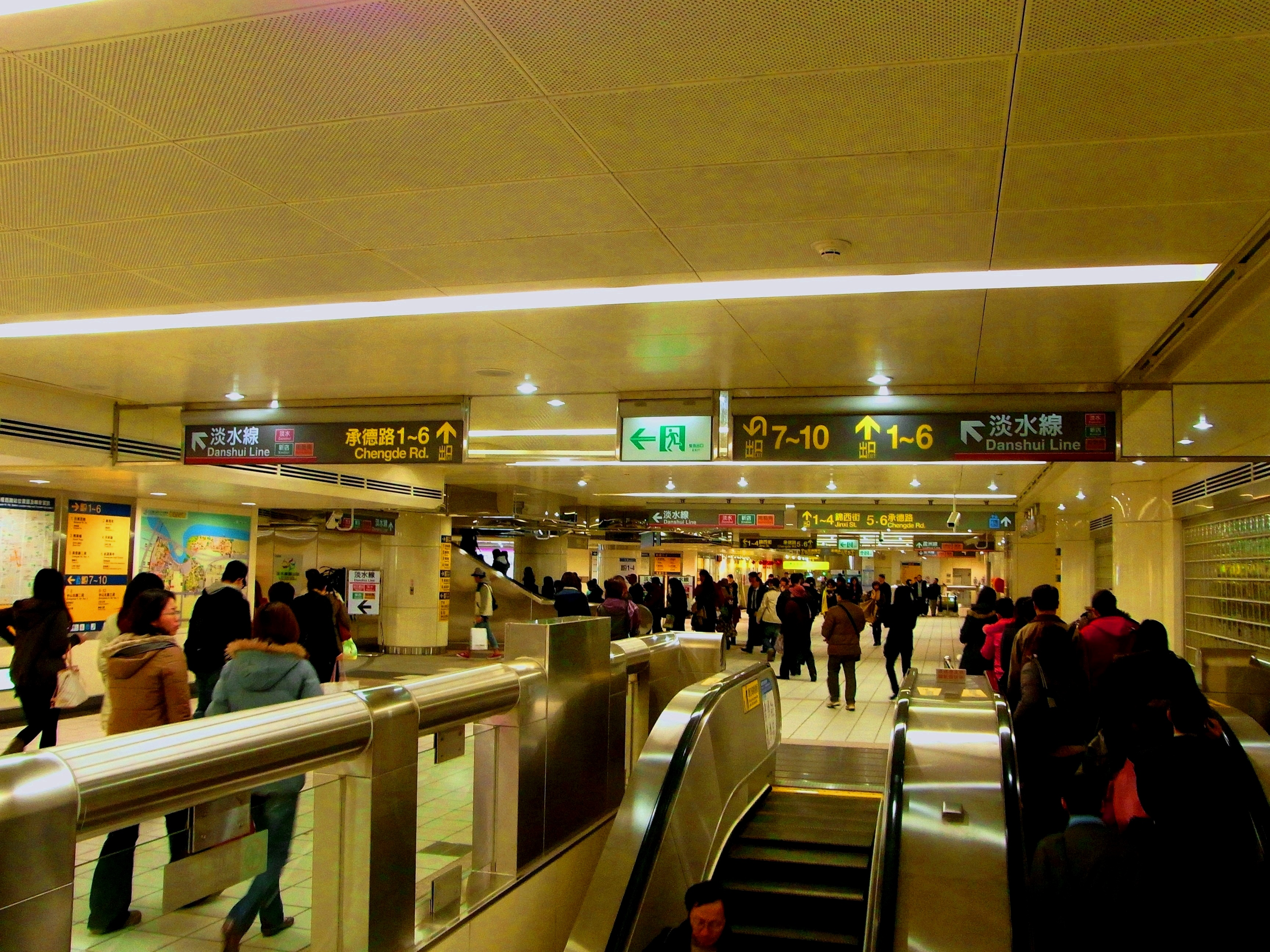
民權西路站B2橘線大廳層
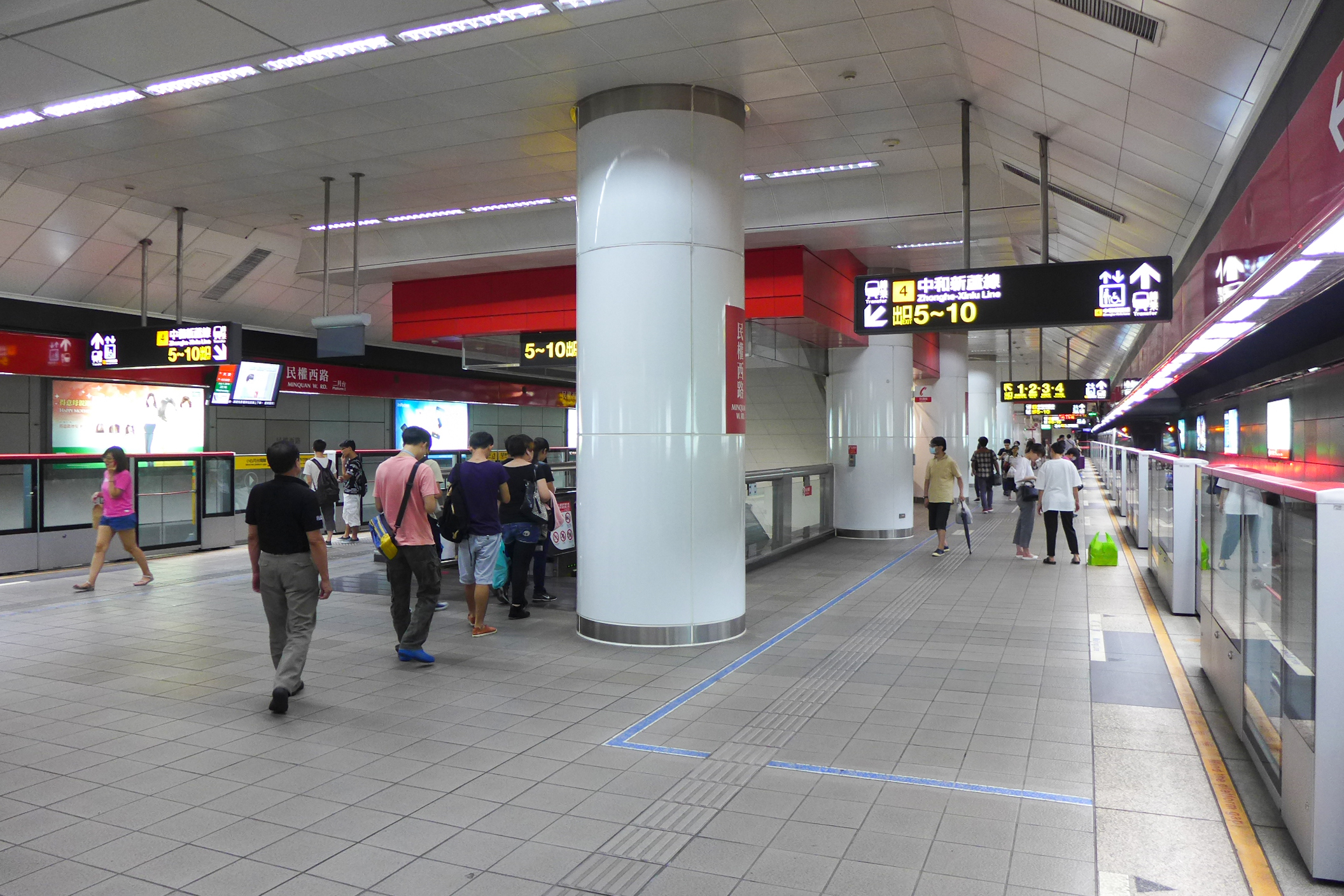
淡水信義線月台（2015年）
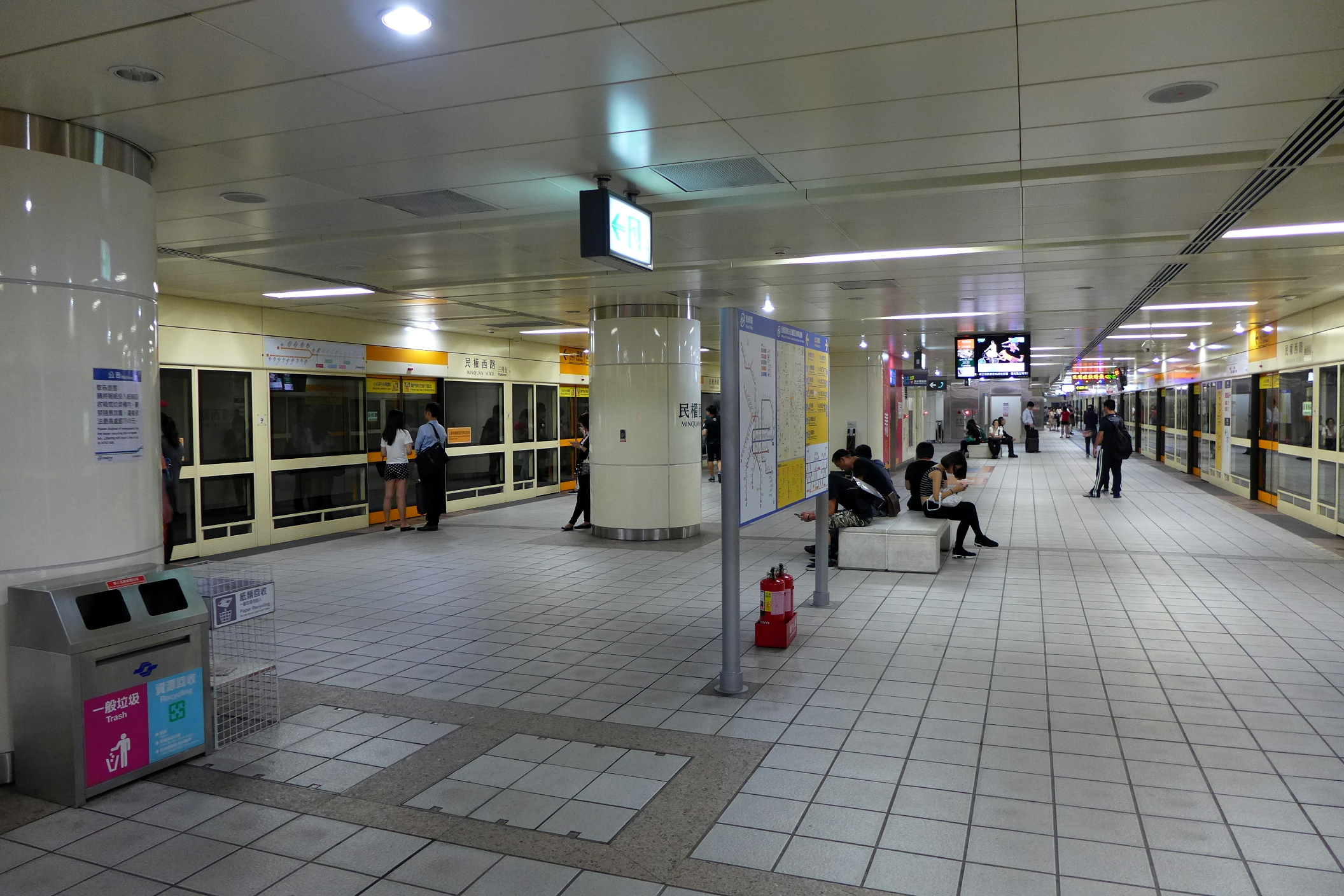
中和新蘆線月台
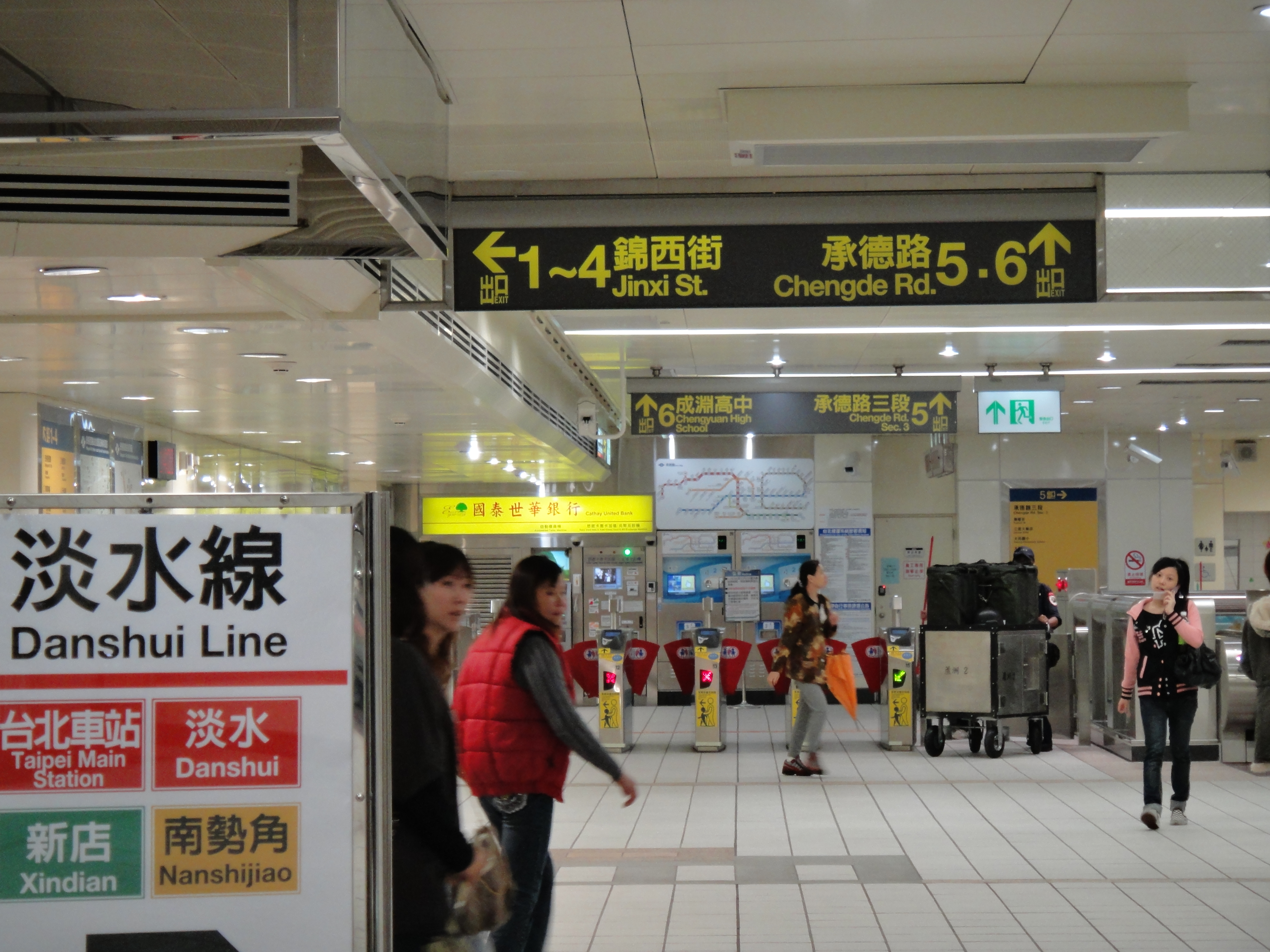
蘆洲線完工後，民權西路站新建的出口大廳
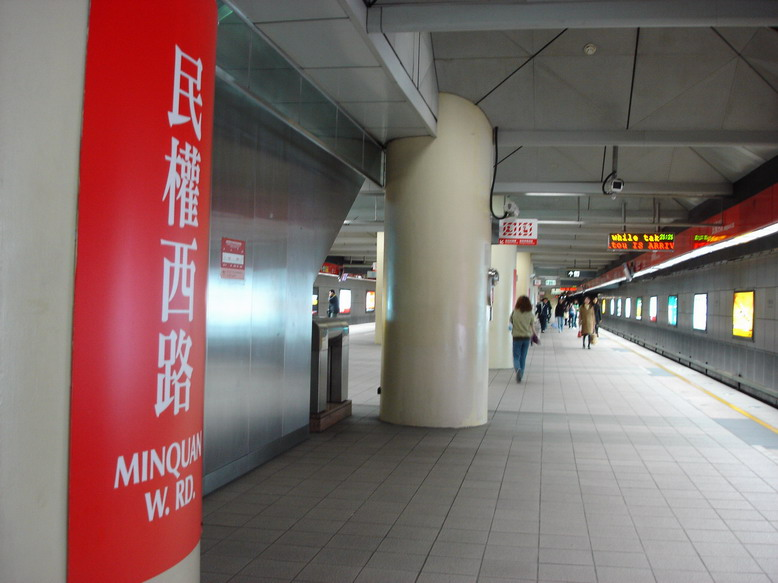
信義線通車前（攝於2010年4月）
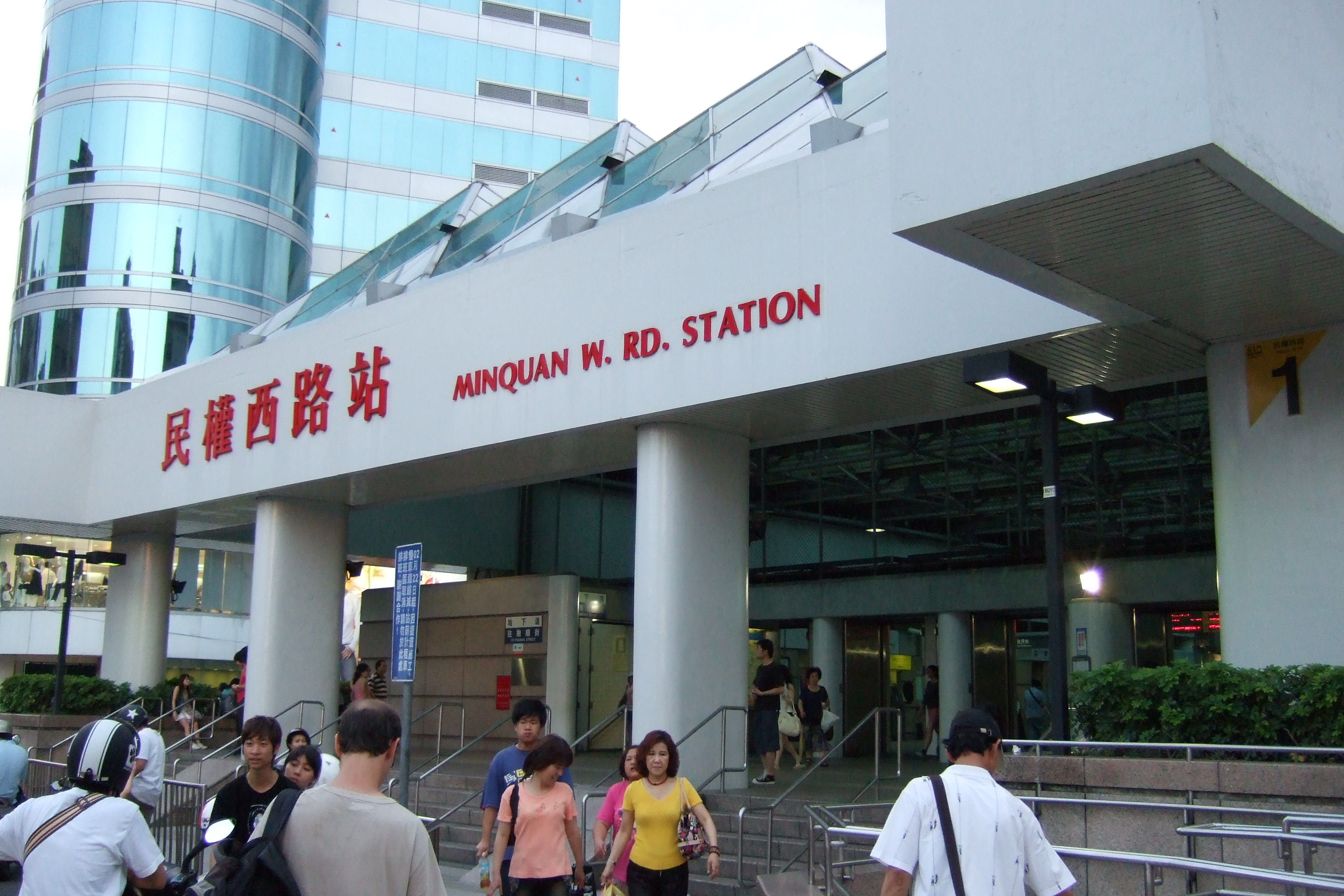
民權西路站出口1

## 車站周邊
| | |
| - 中山北路婚紗街 - 中山足球場（位於本站與圓山站間） - 大同大學（位於本站與圓山站間） - 私立大同高中 - 大同公司總部 - 台北大橋 - 上海商業儲蓄銀行總行 - 合作金庫銀行大同分行、大橋分行 - 大同區公所 - 中華民國智障者家長總會 - 臺北市公共自行車租賃系統 - 捷運民權西路站（2號出口） - 捷運民權西路站（3號出口） - 永靜公園 - 崇德宮 | - 台北市大同運動中心 - 成淵高中 - 台北市大同區大同國民小學 - 雙蓮國小 - 雙連朝市 - 三德飯店 - 洪煥銅像 - 台北文昌宮（位於本站與雙連站間） - 台北協天宮 - 台北行天府 |

## 公車資訊
| 編號           | 經營業者   | 區間                            | 備註                                               |
| -------------- | ---------- | ------------------------------- | -------------------------------------------------- |
| 41             | 大都會客運 | 北士科← →捷運大安站             |                                                    |
| 63             | 大都會客運 | 內湖舊宗路← →台北車站           |                                                    |
| 111            | 三重客運   | 新莊← →陽明山第二停車場         | 例假日行駛。                                       |
| 211            | 首都客運   | 二重← →捷運麟光站               | 僅上班日上、下午尖峰時段固定班次行駛，例假日停駛。 |
| 221            | 三重客運   | 蘆洲← →台北車站                 | 往程經捷運民權西路站。                             |
| 225            | 三重客運   | 蘆洲← →民生社區                 |                                                    |
| 225區間車      | 三重客運   | 蘆洲← →松山機場                 |                                                    |
| 226            | 首都客運   | 三重← →吳興街                   |                                                    |
| 227            | 中興巴士   | 三重← →永和                     |                                                    |
| 227區間車      | 中興巴士   | 三重← →捷運民權西路站           |                                                    |
| 261            | 三重客運   | 蘆洲← →臺大醫院                 |                                                    |
| 280            | 中興巴士   | 天母← →公館                     |                                                    |
| 520            | 三重客運   | 新北產業園區← →捷運民權西路站   | 屬於新北市區公車。                                 |
| 539            | 首都客運   | 三重← →馬偕醫院                 |                                                    |
| 616            | 中興巴士   | 泰山（黎明技術學院）← →天母     |                                                    |
| 617            | 三重客運   | 泰山← →內湖                     |                                                    |
| 617副線        | 三重客運   | 泰山← →內湖                     |                                                    |
| 618            | 首都客運   | 新莊← →士林                     |                                                    |
| 636            | 三重客運   | 迴龍← →捷運中山站               | 屬於新北市區公車。                                 |
| 638            | 三重客運   | 五股← →捷運南京復興站           | 屬於新北市區公車。                                 |
| 801            | 指南客運   | 五股← →松山機場                 | 直行五股成泰路、泰山明志路。 屬於新北市區公車。    |
| 803            | 指南客運   | 五股← →松山機場                 | 行經貿商二村、泰山泰林路。 屬於新北市區公車。      |
| 811            | 三重客運   | 蘆洲← →聯合醫院中興院區         | 屬於新北市區公車。                                 |
| 820            | 中興巴士   | 泰山← →捷運民權西路站           | 屬於新北市區公車。                                 |
| 紅29           | 東南客運   | 新湖二路← →捷運民權西路站       |                                                    |
| 紅31           | 三重客運   | 捷運大湖公園站← →捷運民權西路站 |                                                    |
| 民權幹線       | 首都客運   | 南港← →台北橋                   | 原紅32                                             |
| 內科通勤專車18 | 三重客運   | 捷運民權西路站← →內湖科技園區   |                                                    |
| 1841           | 國光客運   | 松山機場← →南崁－桃園國際機場   | 屬於國道客運。                                     |
| 1842           | 國光客運   | 松山機場← →大園                 | 屬於國道客運。                                     |
| 1961           | 大有巴士   | 台北← →大園                     | 屬於國道客運。                                     |
| 5250           | 亞通客運   | 大園← →台北                     | 屬於國道客運。                                     |

## 腳註

### 資料來源
1. 1 2  . 臺北大眾捷運股份有限公司. 2021-01-15.
2. ↑  柯妙貞.  (PDF). 《捷運技術》 (臺北市政府捷運工程局). 2015-08-23, (50期)  [2016-01-10]. ISSN 1812-2906. （原始内容存档 (PDF)于2016-08-22） （中文）.
3. 1 2 3 4 5  徐榮崇. . 臺北市文獻委員會. 2015年12月: 頁121–132  [2019-12-28]. ISBN 9789860469875. （原始内容存档于2020-12-07）.
4. ↑  . 蘋果日報. 2003-11-24  [2020-12-27]. （原始内容存档于2021-01-12） （中文（臺灣））.
5. ↑  防跳軌 北捷15站設月台門 （页面存档备份，存于）.蘋果日報.2010-10-21
6. ↑  新／下班時刻！北捷淡水信義線驚傳「民眾跳入軌道」 （页面存档备份，存于） .東森新聞.2024-04-25

- 臺北市商業處-商圈介紹-晴光(商圈) （页面存档备份，存于）

## 外部連結
- 臺北大眾捷運股份有限公司 （页面存档备份，存于）
- 臺北市政府捷運工程局 （页面存档备份，存于）
- 民權西路站位置圖（台北捷運公司） （页面存档备份，存于）
- 民權西路站車站剖面相關位置圖（台北捷運公司） （页面存档备份，存于）
- 販賣店現況 - 淡水信義線 （页面存档备份，存于）
- 販賣店現況 - 中和新蘆線 （页面存档备份，存于）